# Васильев, Алексей Владимирович
Граф Алексей Владимирович Васильев (4 мая 1808 — 22 октября 1895) — офицер лейб-гвардии Гусарского полка, в 1835-36 гг. сослуживец М. Ю. Лермонтова, оставивший о нём воспоминания. С его смертью прекратился графский род Васильевых.

## Биография
Единственный сын тульского губернатора Владимира Фёдоровича Васильева, по матери — внук временщика Ивана Кутайсова. Назван в честь первого графа Васильева, своего внучатого деда. Родился в Петербурге, крещен 13 мая 1808 года в церкви Таврического дворца при восприемстве Ф. А. Голубцова.
По окончании Пажеского корпуса служил с 1826 года прапорщиком, а с 1832 г. корнетом лейб-гвардии Гусарского полка, который квартировал в Царском Селе. Делил квартиру с Иваном Гончаровым, братом Натальи Пушкиной. Приятель познакомил его с А. С. Пушкиным и П. А. Вяземским, которые, по словам П. И. Бартенева, «принимали участие» в Васильеве. О разгульном образе жизни гусар того времени Васильев вспоминал:

«В Гусарском полку было много любителей большей карточной игры и гомерических попоек с огнями, музыкой, женщинами и пляской. У Герздорфа, Бакаева и Ломоносова велась постоянная игра, проигрывались десятки тысяч, у других — тысячи бросались на кутежи. Лермонтов жил с товарищами вообще дружно, и офицеры любили его за высоко ценившуюся тогда гусарскую удаль».
В январе 1837 года Васильев вышел в отставку в чине поручика и уехал вместе с двоюродным братом И. П. Кутайсовым путешествовать по Италии. В 1839 году М. И. Скотти изобразил его в фустанелле на переднем плане картины «На карнавале в Венеции», висящей сегодня в Третьяковской галерее. В ноябре того же года М. А. Лопухина писала из Италии:

«Во Флоренции находится граф Васильев, говорят, он попал в пренеприятное положение. Молодой человек желает выставлять себя барином, а средства, кажется, не позволяют, вот мсье и сидит без гроша, ему, кажется, уже нет кредита».
По сведениям Бартенева, Васильев «до глубокой старости любил писать стихи, но, кажется, не печатал их». Жил в Москве, где и был похоронен — рядом с родителями на Ваганьковском кладбище. Как один из последних людей, знавших лично Пушкина и Лермонтова, охотно сообщал любопытным собственные воспоминания о великих поэтах, среди них разговор с Пушкиным о сказке «Конёк-Горбунок» и предсказание Пушкиным блестящей судьбы Лермонтова («далеко мальчик пойдёт»). Пушкиноведы считают рассказы престарелого графа Васильева малодостоверными.

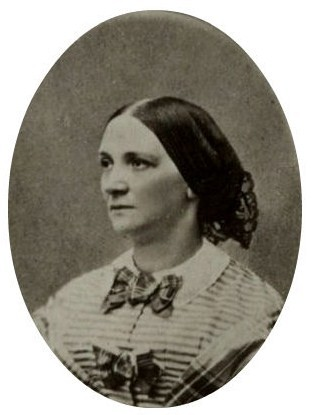
Елизавета Васильевна

## Семейная жизнь
Во время пребывания во Флоренции в 1838 году граф Васильев познакомился с некой Елизаветой Вильсон (13 января 1821 — 27 февраля 1877, место погребения Ваганьково), которая в том же году стала его женой. В Италии мисс Вильсон находилась в качестве компаньонки Натальи Дмитриевны Акацатовой — дочери богатого одесского купца, которая вышла замуж за князя Корсини и умерла в 1844 году в Санкт-Петербурге от холеры. Тётя Вильсон была воспитательницей Акацатовой, а после её наперсницей. Графиня Елизавета Васильевна была женщиной очень красивой и в московских салонах именовалась не иначе как comtesse Betsy.
Единственная дочь Васильева, графиня Анна Алексеевна (1841—1910), долго не могла найти жениха, но в 36 лет наконец вышла замуж за Владимира Степановича Шиловского (1852—1893), которому было разрешено принять титул и фамилию тестя, то есть именоваться графом Васильевым-Шиловским.
Внучка А. В. Васильева — Елизавета-Наталья Владимировна Васильева-Шиловская (1878—1941) в 1895 году вышла замуж за полковника лейб-гвардии Гусарского полка Дмитрия Данииловича Васильева (сына Даниила Васильевича и Веры Петровны Васильевых (Вера Петровна урождённая княжна Хованская, а Даниил Васильевич был потомком Дмитрия Ивановича Васильева)). По семейному преданию, Дмитрий Васильев незадолго до революции успел получить от последнего императора Николая II позволение именоваться графом Васильевым-Шиловским, однако документы на этот счёт не сохранились. После революции из-за страха репрессий со стороны большевиков и он, и его семья, сменили известную аристократическую фамилию на Баулиных. Дмитрий Даниилович погиб в застенках ЧК в 1922 году и похоронен на Соколе при храме Всех Святых на кладбище героев первой мировой войны. Наталья Владимировна умерла в пути из Москвы в Свердловск в поезде во время эвакуации. В браке Елизавета-Наталья Владимировна и Дмитрий Даниилович имели четверых дочерей и одного сына:
- Анна Дмитриевна (1897—1962). У неё была дочь Валентина, по мужу Степчева. Анна Дмитриевна похоронена на Василевской аллее Ваганьковского кладбища.
- Елена Дмитриевна (1902—1968), по мужу Скакальская. Единственная дочь Елена Лазаревна Скакальская (1921—2004) детей не имела.
- Дмитрий Дмитриевич (1903-1973), у него было два сына - Виктор (1938-1992) и Алексей (1946-1996). У Виктора Дмитриевича сын - Дмитрий (1969 г.р.), у Алексея Дмитриевича два сына - Виталий (1970 г.р.) и Александр (1981 г.р.). Дмитрий Дмитриевич , Виктор Дмитриевич и Алексей Дмитриевич похоронены на Васильевской аллее Ваганьковского кладбища.
- Татьяна Дмитриевна (1907—1963), вышла замуж за сына начальника полиции (исправника) Фадея (Фёдора) Фомича Лучкина, дворянина. Татьяна Дмитриевна и её сестра Елена Дмитриевна похоронены на Ваганьково. После смерти своей дочери Нины, которая умерла сразу после рождения, Татьяна Дмитриевна воспитывала приёмных детей. Единственный сын Игорь Лучкин (1947 г.р.) был рождён от Агафона Васильевича Васильева (так же принадлежавшего к той же самой линии Васильевых, потомка Андриана Ивановича Васильева; помимо этого Татьяна и Агафон были связаны родством по родителям), с котором Татьяна была венчана тайным церковным браком. Агафон Васильев был офицером Внешней разведки ОГПУ-НКВД и пропал без вести в 1950 году на Тайване. Игорь был записан сыном Фадея Лучкина. У Игоря есть дочь Татьяна, названная так в честь матери и прабабки - сестры Даниила - Татьяне Васильевне Васильевой. В 1987 году она вышла замуж за Дмитрия Михайловича Давыдова, психофизиолога, известного и публикуемого в ряде стран, таких как США, Канада, Великобритания, Голландия, Бельгия, Франция, Польша и др.. У них есть дочь Ксения. Ксения Давыдова - современный писатель, поэт и иллюстратор.
- Нина Дмитриевна (1909—1915), умерла в детстве.

Елизавета-Наталья Владимировна Васильева-Шиловская упоминается в нескольких письмах Чайковского её отцу графу Васильеву-Шиловскому, как "Базилитта" или "Базилиша":

Пожалуйста, передай поклон твоей жене и Базилише а также Павлу Чокину и Титу.

Меня очень тронула приписка Базилиты; пожалуйста, поцелуй её от меня как можно крепче. Надеюсь, что мы с ней осенью повидаемся.